# Аскарали Хамраали Чархий
Аскарали Хамраали Чархий (известный, под псевдонимом Чархий (дословно — Колесо) (узб. Асқарали Ҳамроали ўғли Чархий; 23 февраля 1900, Коканд, Ферганская область, в составе Туркестанского генерал-губернаторства Российской империи — 18 декабря 1979, Коканд, Узбекская ССР) — узбекский советский поэт, исполнитель-газелист. Народный поэт Узбекской ССР (1975).

## Биография
Окончил начальную школу. Получил образование в одном из медресе Коканда. Искусству стихосложения учился у матери. Изучал газели Хафиза, Саади, Навои, Бедиля.
С 1938 по 1939 год — сотрудник газеты «Янги Фарғона», принимал активное участие в выпуске журнала «Муштум». В течение многих лет работал научным сотрудником в Доме-музее Мукими, внёс большой вклад в сохранение литературного наследия поэта. В 1942—1947 годах работал в Кокандском театре, был научным сотрудником областного литературного музея им. Гафура Гулома (1950—1979).

## Творчество
Дебютировал в 1916 году.
После Октябрьской революции писал стихи под псевдонимом Чархий, длительное время не печатался. Его работы впервые были опубликованы в 1938—1939 годах в газете «Новая Фергана». Песня поэта «Киёлаб утди» о чистой любви между Акмалом и Комилой стала одной из самых популярных в народе.
Писал свои стихи в жанре аруз и различных жанрах классической поэзии. Сам был исполнителем своих песен.
Автор поэтических сборников «Ширин ва аччиқ» (1959), «Шеърлар» (1966), «Алихўжа ва Хўжали» (1970), «Девон» (1972). Особое место в творчестве Чархия занимают лирические и сатирические стихи.

## Память
- Одна из улиц Коканда носит его имя.